# Spelaeornis longicaudatus
El ratina colilarga (Spelaeornis longicaudatus) es una especie de ave paseriforme de la familia Timaliidae endémica de las montañas del noreste de la India. 

## Distribución y hábitat
Se encuentra únicamente en las montañas del noreste de la India al sur del río Brahmaputra. Su hábitat natural son los bosques húmedos de montaña subtropicales.